# Robert Capron
Robert Capron (Providence, Rhode Island, 1998. július 9. –) amerikai színész, leginkább mint Rowley Jefferson, Greg Heffley legjobb barátja ismert az Egy ropi naplója-filmekből, 2010 és 2012 között. Játszott A dilis trió (The Three Stooges) című filmben is, ahol a fiatal Curlyt alakította.

## Karrierje
Robert Capron 1991. július 9-én született Providence-ben, Rhode Islanden. Kaye Capron gyermekeként. Hivatalos színészi karrierjét tizenegy éves korában kezdte egy kis szereppel A csajok háborúja című filmben. Nem sokkal később a fiatal Dave barátját játszotta A varázslótanonc (The Sorcerer's Apprentice) filmben. Robert játszotta Rowley Jeffersont, Greg Heffley legjobb barátját az Egy ropi naplója-filmsorozatban, 2010-től 2012-ig. 2012-ben kapta meg első animációs filmszerepét, a Tim Burton által rendezett Frankenweenie – Ebcsont beforr című filmben, Bob hangja volt. 2014 óta visszatérő szereplő a CBS csatorna Sherlock és Watson (Elementary) műsorában. Szereti a történelmet. Robert szeret olvasni, filmeket nézni, forgatókönyveket írni és olvasni, úszni, teniszezni és videójátékokkal játszani.

## Szerepei
| Év        | Magyar cím                      | Eredeti cím                                  | Szerep                | Megjegyzés               |
| --------- | ------------------------------- | -------------------------------------------- | --------------------- | ------------------------ |
| 2014-2017 | Sherlock és Watson              | Elementary                                   | Mason                 | TV sorozat, 6 epizód     |
| 2017      | -                               | The Polka King                               | David Lewan           |                          |
| 2016      | -                               | Annabelle Hooper and the Ghosts of Nantucket | Jake McFeely          |                          |
| 2013      | -                               | Tarzan                                       | Derek                 | hang                     |
| 2013      | Az első igazi nyár              | The Way Way Back                             | Kyle                  |                          |
| 2011-2012 | -                               | R.L. Stine's Haunting Hour                   | Lee Johnson/Marty     | TV sorozat, 2 epizód     |
| 2012      | Frankenweenie – Ebcsont beforr  | Frankenweenie                                | Bob                   | hang                     |
| 2012      | Kutya egy idő                   | Diary of a Wimpy Kid: Dog Days               | Rowley Jefferson      |                          |
| 2012      | A dilis trió                    | The Three Stooges                            | fiatal Curly          |                          |
| 2012      | A semmi közepén                 | The Middle                                   | Tyler                 | TV sorozat, epizódszerep |
| 2011      | Egy ropi naplója: Testvérháború | Diary of a Wimpy Kid: Rodrick Rules          | Rowley Jefferson      |                          |
| 2010      | -                               | Confessions of a Teenage Critic              |                       | TV sorozat               |
| 2010      | A varázslótanonc                | The Sorcerer's Apprentice                    | a fiatal Dave barátja |                          |
| 2010      | Egy ropi naplója                | Diary of a Wimpy Kid                         | Rowey Jefferson       |                          |
| 2009      | A csajok háborúja               | Bride Wars                                   | Student #2            |                          |

## Díjak és jelölések
| Év   | Díj                 | Kategória | Munka                           | Eredmény |
| ---- | ------------------- | --- | ------------------------------- | -------- |
| 2013 | Young Artist Awards | Legjobb mellékszereplői alakítás játékfilmben | Kutya egy idő                   | Elnyerte |
| 2013 | Young Artist Awards | Legjobb szereplőgárda (Megosztva Peyton List-el, Zachary Gordon-nal, Karan Brar-ral, Laine MacNeil-el, Connor Fielding-el, Owen Fielding-el,Devon Bostick-al és Grayson Russel-el) | Egy ropi naplója: Kutya egy idő | Elnyerte |
| 2012 | Young Artist Awards | Legjobb mellékszereplői alakítás játékfilmben | Egy ropi naplója: Testvérháború | Jelölve  |
| 2011 | Young Artist Awards | Legjobb mellékszereplői alakítás játékfilmben | Egy ropi naplója                | Jelölve  |